# Nguyễn Đức Chiến
Nguyễn Đức Chiến (sinh ngày 24 tháng 8 năm 1998) là một cầu thủ bóng đá người Việt Nam thi đấu ở vị trí trung vệ và tiền vệ phòng ngự cho câu lạc bộ Viettel và đội tuyển quốc gia Việt Nam.

## Sự nghiệp

### Sự nghiệp câu lạc bộ
Nguyễn Đức Chiến gia nhập lò đào tạo trẻ của Viettel từ năm 2012. Đến năm 2016, anh được đôn lên đội một Viettel thi đấu tại V.League 2.
Ngày 1 tháng 3 năm 2019, Đức Chiến có trận ra mắt V.League 1 khi ra sân đá chính giúp đội nhà đánh bại Thanh Hóa với tỷ số 2–1.

### Sự nghiệp quốc tế
Năm 2017, Nguyễn Đức Chiến góp mặt ở U-20 Việt Nam chuẩn bị cho vòng chung kết U-20 World Cup.
Tháng 3 năm 2019, anh có lần đầu tiên được triệu tập lên đội tuyển U-23 Việt Nam. Tại SEA Games 30 tổ chức ở Philippines, anh được huấn luyện viên Park Hang-seo trao cơ hội ra sân ở vị trí tiền vệ phòng ngự và thi đấu khá ấn tượng với những pha kiến tạo thành bàn, góp công vào hành trình giành huy chương vàng kỳ tích lần đầu tiên của đội tuyển Việt Nam từ ngày tham gia sân chơi này và có mặt trong danh sách 28 cầu thủ tập trung cho chiến dịch chinh phục 1 trong 3 tấm vé tham dự Olympic Tokyo 2020.
Năm 2022, anh được triệu tập lên đội tuyển quốc gia Việt Nam chuẩn bị cho vòng loại thứ 3 World Cup 2022. Ngày 29 tháng 3 năm 2022, anh ra mắt đội tuyển quốc gia khi vào sân thay cho Nguyễn Tuấn Anh ở hiệp 2 trận đấu gặp Nhật Bản.

## Thống kê sự nghiệp

### Câu lạc bộ
Tính đến ngày 24 tháng 6 năm 2022
| Câu lạc bộ     | Mùa giải       | Giải đấu       | Giải đấu | Giải đấu | Cúp  | Cúp | Châu lục | Châu lục | Khác | Khác | Tổng cộng | Tổng cộng |
| Câu lạc bộ     | Mùa giải       | Hạng           | Trận     | Bàn      | Trận | Bàn | Trận     | Bàn      | Trận | Bàn  | Trận      | Bàn       |
| -------------- | -------------- | -------------- | -------- | -------- | ---- | --- | -------- | -------- | ---- | ---- | --------- | --------- |
| Viettel        | 2019           | V.League 1     | 24       | 1        | 0    | 0   | —        | —        | 0    | 0    | 24        | 1         |
| Viettel        | 2020           | V.League 1     | 18       | 1        | 0    | 0   | —        | —        | 0    | 0    | 18        | 1         |
| Viettel        | 2021           | V.League 1     | 2        | 0        | 0    | 0   | 0        | 0        | 1    | 0    | 3         | 0         |
| Viettel        | 2022           | V.League 1     | 2        | 0        | 1    | 0   | 1        | 0        | 0    | 0    | 4         | 0         |
| Tổng sự nghiệp | Tổng sự nghiệp | Tổng sự nghiệp | 46       | 2        | 1    | 0   | 1        | 0        | 0    | 0    | 49        | 2         |

1. ↑  Ra sân tại Siêu cúp quốc gia
2. ↑  Số trận ra sân tại Cúp AFC

### Quốc tế
Tính đến ngày 1 tháng 6 năm 2022
| Đội tuyển quốc gia | Năm       | Trận | Bàn |
| ------------------ | --------- | ---- | --- |
| Việt Nam           | 2022      | 2    | 0   |
| Tổng cộng          | Tổng cộng | 2    | 0   |

## Danh hiệu

### Câu lạc bộ
Viettel
- V.League 2:  2018
- V.League 1:  2020
- Cúp Quốc gia:  2020
- Siêu cúp Quốc gia:  2020

### Quốc tế
U-22 Việt Nam
- Huy chương vàng Đại hội Thể thao Đông Nam Á: 2019